# Mount Beauty
Mount Beauty is een plaats in de Australische deelstaat Victoria en telt 873 inwoners (2006).